# Diana van Gabii
De Diana van Gabii is een marmeren beeld dat waarschijnlijk de Griekse godin Artemis (de Romeinse godin Diana) voorstelt. Het werk bevindt zich in de collectie van het Louvre in Parijs. In het verleden werd het beeld toegeschreven aan Praxiteles, tegenwoordig wordt het vaak gezien als een werk in zijn stijl.

## Herkomst
Gavin Hamilton, een Schotse schilder, archeoloog en kunsthandelaar, ontdekte het beeld in 1792 op het land van de prins van Borghese in Gabii, niet ver van Rome. De prins voegde het onmiddellijk toe aan zijn collectie. In 1807 moest Camillo Borghese het beeld echter verkopen aan Napoleon. Sinds 1820 is de Diana van Gabii in het Louvre te zien.
In de negentiende eeuw genoot het beeld een grote populariteit. Op vele plekken werden kopieën geplaatst, zoals in de Cour Carrée van het Louvre, de Athenaeum Club in Londen en de botanische tuin in Kopenhagen. Kleine replica's in terracotta of porselein vonden hun weg naar kunstliefhebbers.

## Voorstelling
Het beeld stelt een staande jonge vrouw voor op ware grootte gekleed in gewaden. Haar gewicht rust op het rechterbeen, dat ondersteund wordt door een boomstronk. Haar linkerbeen staat naar achteren en raakt de grond alleen met de tenen, die naar buiten gedraaid zijn.
In het algemeen wordt aangenomen dat het beeld Artemis, godin van de jacht, voorstelt, al is haar kleding de enige aanwijzing hiervoor. Ze draagt een lange chiton met wijde mouwen, het kenmerkende tenue van de godin. Twee ceinturen, waarvan er een zichtbaar is rond haar middel, brengen de chiton in model. De onzichtbare riem zorgt ervoor dat de stof gedeeltelijk omhoog komt en een knie bloot valt. Artemis staat op het punt haar mantel vast te maken. Met haar rechterhand houdt ze een fibula en een plooi van het gewaad op haar schouder vast, terwijl haar linkerhand een andere plooi tot borsthoogte optilt. Deze beweging laat de chiton van haar linkerschouder glijden.
Diana's hoofd is iets naar rechts gedraaid, maar ze lijkt haar aandacht niet te richten op wat ze aan het doen is. Ze staart in de verte, iets wat vaak voorkomt bij standbeelden uit deze periode. Het golvende haar wordt ter hoogte van de nek met een haarband bijeen gehouden en uiteindelijk tot een knot verwerkt.

## Toeschrijving
Uit het werk van Pausanias is bekend dat Praxiteles een standbeeld van Artemis Brauronia gemaakt heeft dat op de Akropolis van Athene stond. In een tempelinventaris uit circa 347 voor Chr. wordt melding gemaakt van een standbeeld van de godin in chitoniskos. Tevens is bekend dat in de cult van Artemis Brauronia vrouwen gewaden gaven om gewijd te worden. 
Lange tijd werd gedacht dat de Diana van Gabii een kopie was van dit beeld van Praxiteles. Het lijkt alsof de godin een gave van haar volgelingen aantrekt. Bovendien lijkt haar gezicht op dat van de Aphrodite van Cnidus en de Apollo Sauroctonos, die ook aan Praxiteles worden toegeschreven. Toch wordt deze toeschrijving inmiddels in twijfel getrokken. De bovengenoemde inventaris had betrekking op het heiligdom in Brauron. Het in onduidelijk of ook op de Acropolis gewaden geofferd werden. Bovendien hoort de korte chiton niet thuis in de vierde eeuw voor Chr.. Het standbeeld moet daarom eerder in de Hellenistische tijd geplaatst worden. Ten slotte heeft George Despinis geopperd dat een kolossaal hoofd in het Agora Museum bij Praxiteles' standbeeld van Artemis hoorde.
De Diana van Gabii is echter een werk van hoge kwaliteit en doet sterk denken aan de stijl van Praxiteles. Sommige wetenschappers blijven het daarom aan hem toeschrijven of aan een van zijn zonen.

## Afbeeldingen

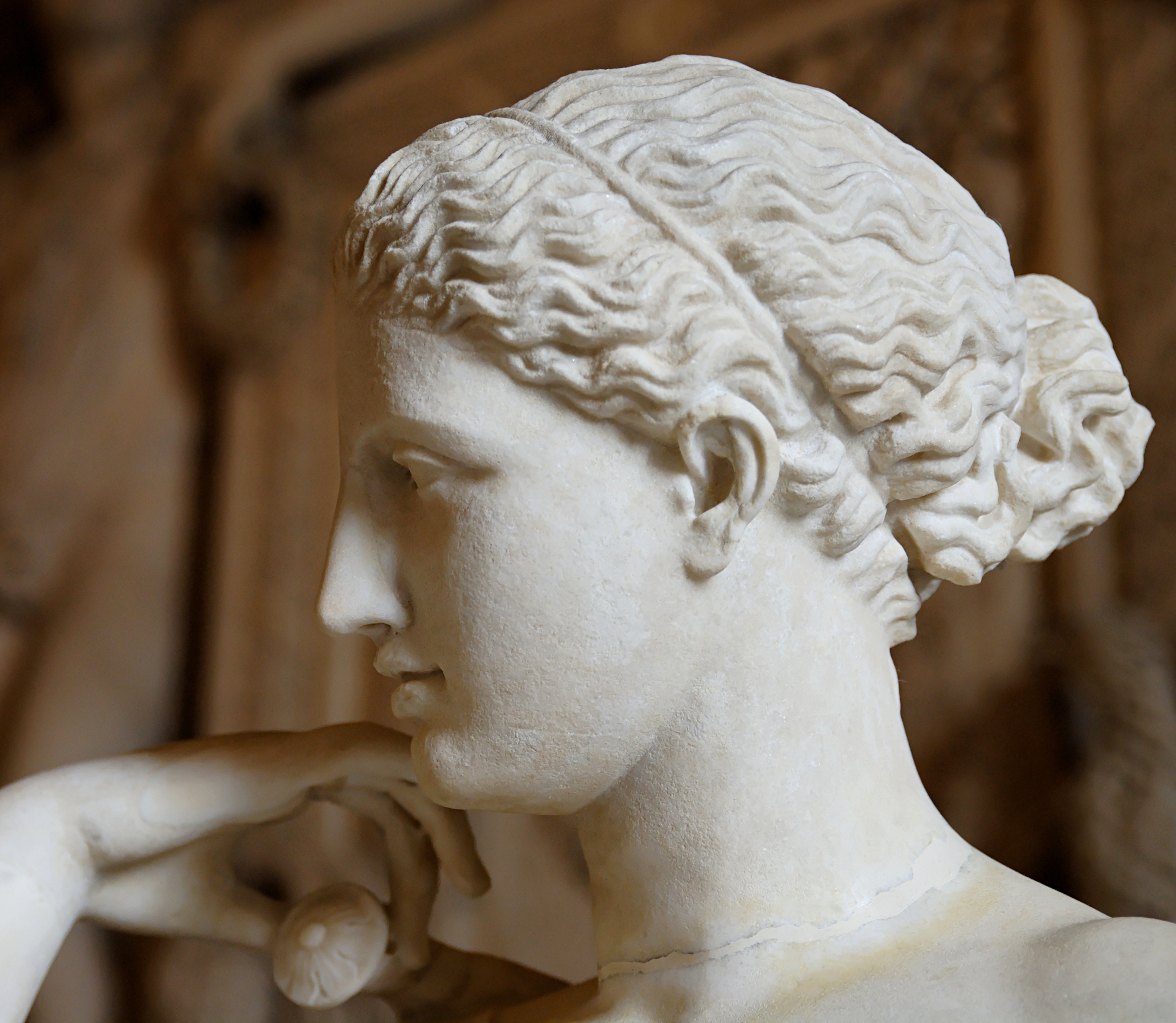
detail
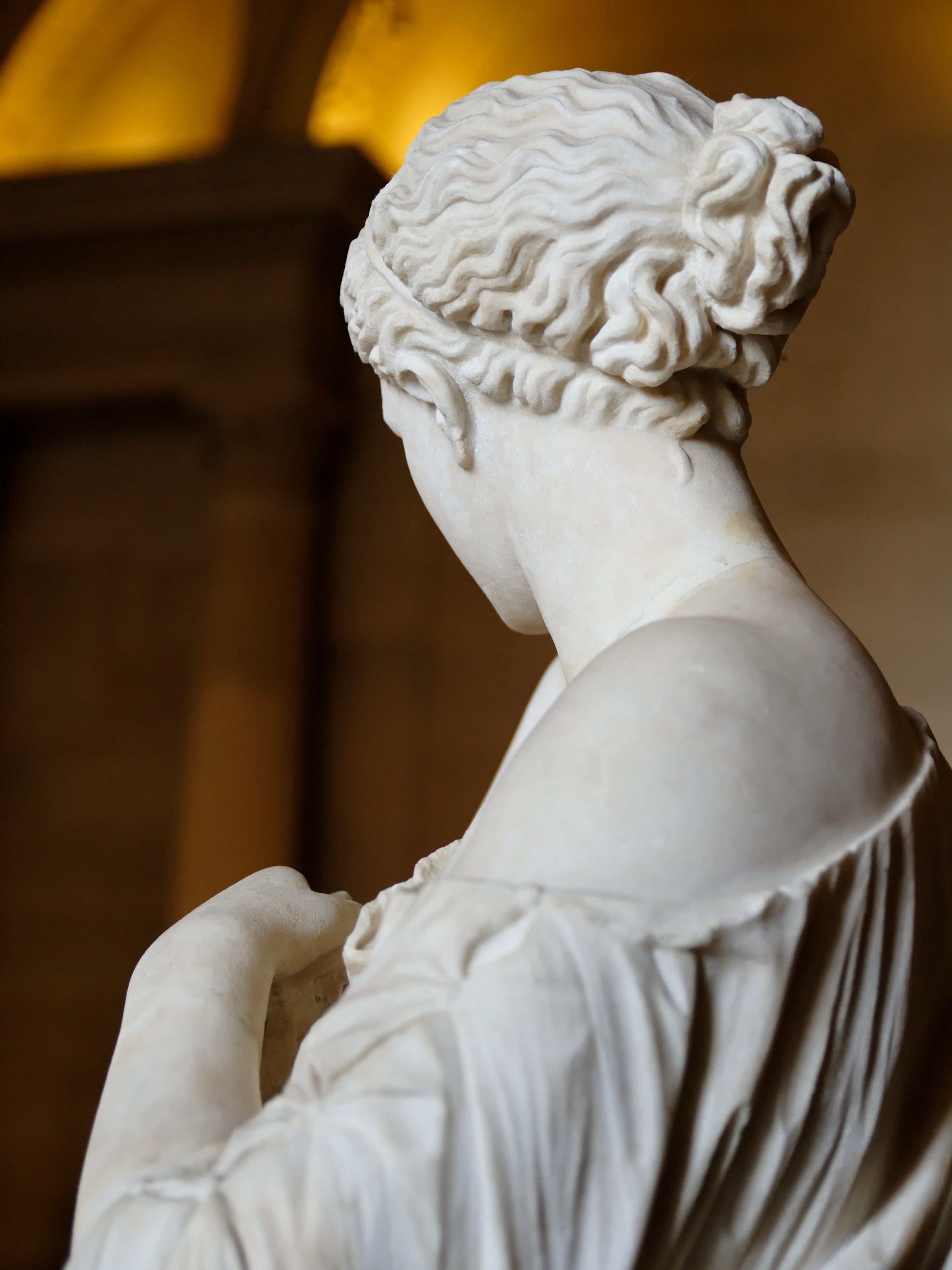
detail
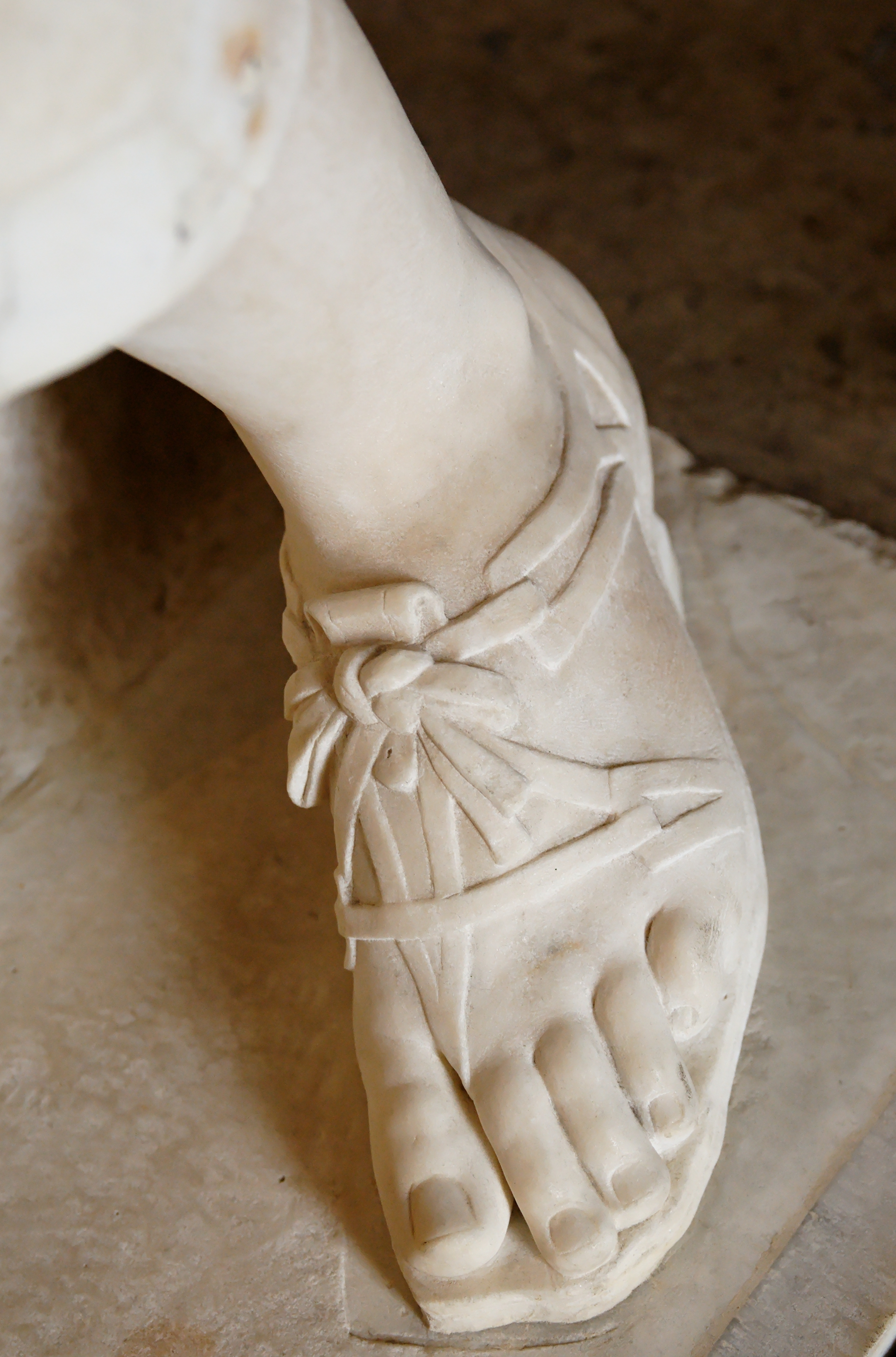
detail
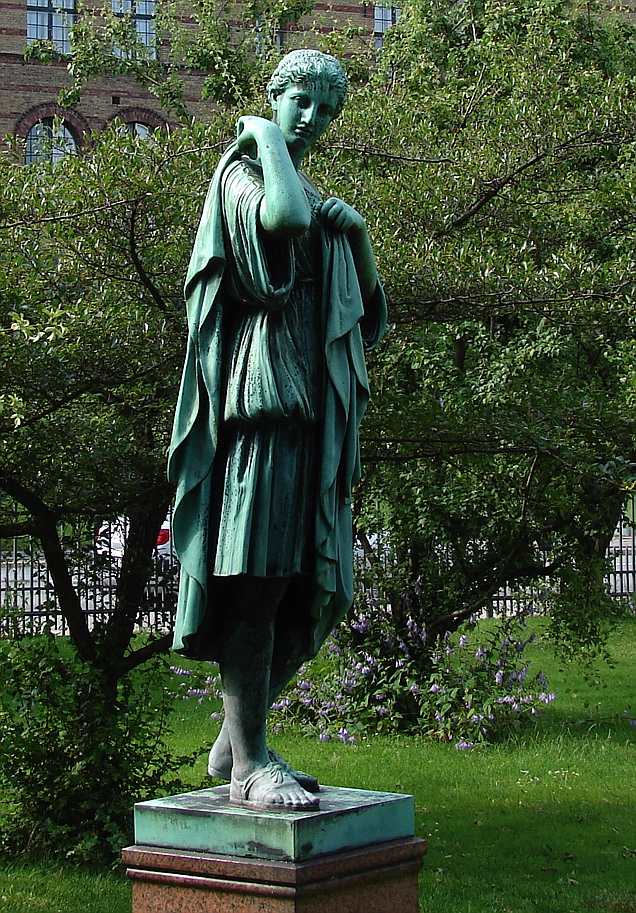
replica in Kopenhagen